# Trochoporina
Trochoporina es un género de foraminífero bentónico considerado sinónimo posterior de Ammoglobigerina de la subfamilia Trochammininae, de la familia Trochamminidae, de la superfamilia Trochamminoidea, del suborden Trochamminina, y del orden Trochamminida. Su especie tipo era Trochoporina praeglobigeriniformis. Su rango cronoestratigráfico abarcaba el Cretácico superior.

## Discusión
Clasificaciones previas incluían Trochoporina en el suborden Textulariina del orden Textulariida. Otras clasificaciones lo han incluido en el orden Lituolida.

## Clasificación
Trochoporina incluía a la siguiente especie:
- Trochoporina praeglobigeriniformis †